# أناب
أناب  قرية سوريّة تتبع إداريّاً لمحافظة حلب منطقة عفرين ناحية مركز عفرين، بلغ تعداد سكانها 879 نسمة حسب التعداد السكاني لعام 2004.